# Iuriuzan
|  | No s'ha de confondre amb Riu Iuriuzan. |

Iuriuzan - Юрюзань (rus) és una ciutat de l'óblast de Txeliàbinsk, a Rússia.

## Geografia
Iuriuzan es troba a la vora del riu Iuriuzan, afluent per l'esquerra de l'Ufà. Es troba a 194 km de Txeliàbinsk i a 6 km de la ciutat tancada de Triókhgorni.

## Història
El 1758 s'establí Iuriuzan-Ivànovski Zavod amb relació a la construcció d'una fàbrica siderúrgica. Del final del segle xix ençà la vila es coneix amb el nom de Iuriuzanski Zavod.
La fàbrica siderúrgica fou fundada per dos cèlebres industrials dels Urals: Tverdívev i Miàsnikov. Funcionà fins al 1908. Iuriuzanski Zavod aconseguí l'estatus de possiólok (poble) el 1928, i el de ciutat el 1941. El 18 de juny del 1943 rebé el nom de Iuriuzan.
L'octubre del 1941, davant l'avenç alemany, la fàbrica de cartutxos de Tula es traslladà a Iuriuzan, on funcionà fins al 1989.